# Illa Pancha
Lilla Pancha es troba a l'extrem occidental de la boca de la ria de l'Eo, a Galícia. Està situada a la punta nord-est del municipi de Ribadeo, unida a terra per un pont de formigó armat del 1983.
Té 1,1 hectàrees i una orografia escarpada en general. La seva costa és rocosa i té vegetació de plantes costaneres que li donen un color molt variable al llarg de l'any. En una petita plana al seu cim hi ha el far vell d'illa Pancha, del 1857. El far nou, a la zona nord, és de l'últim quart del segle xx.
El 2014 va començar un procés de rehabilitació del far per ser utilitzat com a hotel, fet que va provocar l'oposició dels veïns. La zona està declarada com a àrea de conservació segons el Pla Director de la Xarxa Natura 2000, zones que a priori no estan autoritzades per a ús turístic.